# Beira Alta

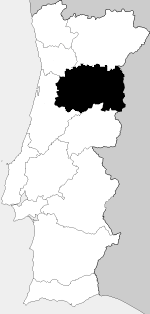
Antiga província da Beira Alta

Beira Alta (kiejtés IPA: ['bɐjɾɐ aɫtɐ]) egyike Portugália tíz történelmi tartományának (portugálul antiga província vagy região natural), amelyek 1936-tól 1976-ig voltak hivatalosan közigazgatási egységek.
Az ország északi részében fekszik. Beira Baixa és Beira Litoral történelmi tartományokkal együtt alkotja a Beira régiót.
Három kerületből (portugálul distrito) és 32 önkormányzatból (município vagyconcelho) áll. Ezek:
- Coimbra kerület: Oliveira do Hospital, Tábua.

- Guarda kerület: Aguiar da Beira, Almeida, Celorico da Beira, Figueira de Castelo Rodrigo, Fornos de Algodres, Gouveia, Guarda, Manteigas, Meda, Pinhel, Sabugal, Seia, Trancoso.

- Viseu kerület: Carregal do Sal, Castro Daire, Mangualde, Moimenta da Beira, Mortágua, Nelas, Oliveira de Frades, Penalva do Castelo, Penedono, Santa Comba Dão, São Pedro do Sul, Sátão, Sernancelhe, Tarouca, Tondela, Vila Nova de Paiva, Viseu, Vouzela.